# Aleksandr Popov
Aleksandr Popov (ruski Александр Попов) (Sverdlovsk, Rusija, 16. studenog 1971.) je ruski profesionalni plivač, četverostruki olimpijski pobjednik.
Popov je dominirao sprinterskim disicplinama slobodnog stila u plivanju 1990-tih godina. Sa svojih 200 centimetara visine i 87 kilograma težine ima gotovo idealnu građu za plivača. Poznat po fantastičnoj tehnici plivanja bio je omiljen među plivačima i zbog srdačnosti i vedrog karaktera. Njegov najveći doseg je dvostruka zlatna medalja u elitnim plivački disicplinama slobodnog stila (50 i 100 m) na Olimpijskim igrama u dva navrata: na Igrama u Barceloni 1992. te na Igrama u Atlanti 1996. godine. Bio je i višestruki svjetski i europski prvak, te svjetski rekorder.
Mjesec dana nakon Igara u Atlanti Popov je bio sudionikom svađe s uličnim trgovcima u Moskvi tijekom koje mu je nožem proboden abdomen. Usprkos vrlo teškim i po život opasnim ozljedama Popov je zahvaljujući velikoj volji i sportski otpornom organizmu prevladao ozljedu, te se čak vratio natjecateljskom plivanju, i to ponovno s velikim uspjehom. Ipak, njegovo pokušaj da na Igrama u Sydneyu 2000. godine ponovi i treći puta dvostruko zlato nije uspio: osvojio je srebro na 100 m, dok je na 50 m bio peti. Kao najstariji natjecatelj u plivanju nastupio je i na Igrama u Ateni 2004. ali nije dohvatio finale niti u jednoj od svoje dvije standardne discipline.
Bio je svjetski rekorder na 50 i 100 m slobodno. 